# Stayed Awake All Night
Stayed Awake all Night - The Best of Krokus è la prima raccolta ufficiale dei Krokus, pubblicata dalla casa discografica Arista Records nel 1989.

## Il disco
Il titolo di questa raccolta prende il nome dal omonimo brano, cover dei Bachman-Turner Overdrive, contenuto nel disco Headhunter. L'album contiene una selezione di dieci tracce provenienti dagli album di maggior successo della band, quelli prodotti dalla Arista Records: si va dal brano Long Stick Goes Boom, presente sull'album One Vice at a Time del 1982, fino a School's Out, cover di Alice Cooper inserita nell'album Change of Address del 1986.

## Tracce
1. Headhunter – 4:28
2. Eat the Rich – 4:13
3. Long Stick Goes Boom – 5:10
4. Screaming in the Night – 6:44
5. American Woman (The Guess Who Cover) – 3:39
6. Midnite Maniac – 3:59
7. Ballroom Blitz – 4:00
8. Stayed Awake All Night (Bachman-Turner Overdrive Cover) – 4:41
9. Our Love – 4:35
10. School's Out (Alice Cooper Cover) – 3:15

## Album di provenienza
- tracce 3,5 da One Vice at a Time, (1982).
- tracce 1,2,4,8 da Headhunter, (1983).
- tracce 6,7,9 da The Blitz, (1984).
- traccia 10 da Change of Address, (1986).